# Liste der salvadorianischen Verteidigungsminister
Dies ist die Liste der salvadorianischen Verteidigungsminister.
| Ernannt       | Verteidigungsminister            | Anmerkungen | in der Regierung von            | Ende der Amtszeit |
| ------------- | -------------------------------- | --- | ------------------------------- | ----------------- |
| 1852          | Ignacio Gómez Menéndez           | | Francisco Dueñas Díaz           | 1853              |
| 1. März 1903  | Tomás Regalado                   | | Pedro José Escalón              | 28. Feb. 1907     |
| 1. März 1911  | José María Peralta Lagos         | Gesandter in Madrid | Manuel Enrique Araujo           | 9. Feb. 1913      |
| 9. Feb. 1913  | Alfonso Quinónes Molina          | | Carlos Meléndez                 | 29. Aug. 1914     |
| 22. Sep. 1914 | Alfonso Quinónes Molina          | Pío Romero Bosque | [ 1 ]                           |                   |
| 1. März 1915  | Luis Alonso Baraona              | | Carlos Meléndez                 | 17. Okt. 1915     |
| 17. Okt. 1915 | Enrique Córdova                  | [ 2 ] | Carlos Meléndez                 | 2. Juli 1917      |
| 29. Sep. 1919 | Pío Romero Bosque                | [ 3 ] | Jorge Meléndez Ramírez          |                   |
| 1923          | Pío Romero Bosque                | | Alfonso Quinónes Molina         | 1927              |
| 17. Aug. 1931 | Maximiliano Hernández Martínez   | [ 4 ] | Arturo Araujo                   |                   |
| 7. Sep. 1935  | Andrés Ignacio Menéndez          | [ 5 ] | Maximiliano Hernández Martínez  | 27. Aug. 1937     |
| 1955          | Marco Antonio Molina             | | Óscar Osorio Hernández          |                   |
| Juli 1962     | Marco Aurelio Zacapa             | [ 6 ] | Eusebio Rodolfo Cordón Cea      |                   |
| 1968          | Fidel Torres Hernández           | (* 18. November 1917 in Ilobasco; † 21. August 2007 in San Salvador) Sohn von Fidelina Hernández und Luis Torres, Organización Democrática Nacionalista, Fußballkrieg                                                                                        | Fidel Sánchez Hernández         | 1. Juli 1972      |
| 1. Juli 1972  | Carlos Humberto Romero           | Carlos Humberto Romero ascendió al grado de General, renunció al cargo de Ministro de Defensa y de Seguridad Pública para participar activamente en política                                                                                                 | Arturo Armando Molina           | 19. Juli 1977     |
| 19. Juli 1977 | Federico Castillo Yanes          | [ 8 ] | Carlos Humberto Romero          | 15. Okt. 1979     |
| 15. Okt. 1979 | José Guillermo García            | | Junta Revolucionaria de Gobiern | Mai 1982          |
| 1983          | en:Carlos Eugenio Vides Casanova | (* 1937) | Álvaro Alfredo Magaña Borja     | 1988              |
| Juli 1989     | Rafael Humberto Larios López     | [ 10 ] | Alfredo Cristiani Burkard       | Aug. 1990         |
| Aug. 1990     | René Emilio Ponce                | | Alfredo Cristiani Burkard       | Juli 1993         |
| 1993          | Humberto Corado Figueroa         | | Alfredo Cristiani Burkard       | 1995              |
| 2000          | Juan Antonio Martínez Varela     | 1989: Ministro de la Presidencia, 1990: Innenminister, ab 30. Juni 1993 Befehlshaber der Luftwaffe, El País vom 17. November 1989 veröffentlichten Antwortbrief I. Ellacurias an den Minister Juan Antonio Martínez Varela, den Leiter der Präsidialkanzlei. | Francisco Flores Pérez          | 18. Juni 2004     |
| 18. Juni 2004 | Otto Alejandro Romero Orellana   | [ 12 ] | Antonio Saca                    | 2007              |
| 2007          | Jorge Alberto Molina Contreras   | Gabinete de Gobierno de Elías Antonio Saca Sohn von Arturo Armando Molina | Antonio Saca                    | 2009              |
| 31. Mai 2009  | David Victoriano Munguía Payés   | | Mauricio Funes                  | 23. Nov. 2011     |
| 23. Nov. 2011 | José Atilio Benítez Parada       | Botschafter in Madrid | Mauricio Funes                  | 8. Okt. 2013      |
| 15. Juli 2013 | David Victoriano Munguía Payés   | | Mauricio Funes                  |                   |